# 링컨 (뉴질랜드)

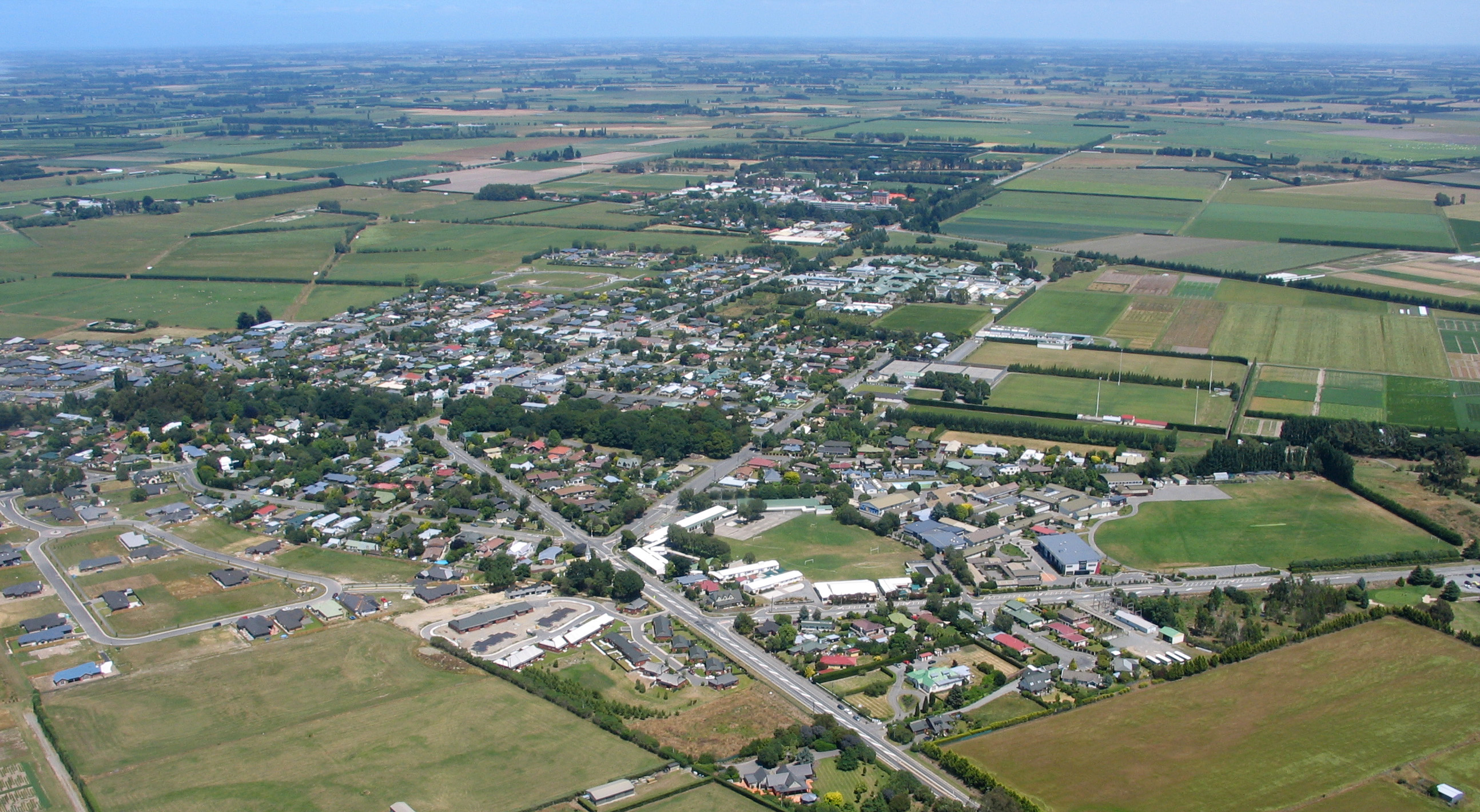
링컨 2005년 12월

링컨(Lincoln, New Zealand)은 뉴질랜드 남섬 캔터베리 평원 셀윈 구에 있는 도시이다. 링컨 타운으로 불리는 경우도 있다. 인구는 2006년을 기준으로 2,727명이다. 뱅크스반도에서 서쪽 지역, 캔터베리 평원에 위치한 농촌, 낙농 지역으로 농업, 낙농업에 종사하는 주민이 많으며, 크라이스트처치에서 통근, 통학하는 주민도 집을 꾸민다. 링컨대학과 링컨고등학교 등의 교육 기관이 있기 때문에 학생도 많고, 대학 도시로서의 기능을 가진다. 링컨대학이나 대학의 연구 시설에 400명 이상이 근무하고 있다.

## 역사
1862년 더 스프링스(The Springs)의 제임스 에드워드 피츠제럴드는 그의 소유 부동산을 새로운 링컨 타운을 짓기 위해 세분화하여 링컨 자작의 이름을 따서 붙였다. L1 강 부근에 있는 링컨 부지는 늘어나는 농지를 위해 밀가루 제분을 제분소로 지어질 예정이었다. 링컨은 격자형으로 배치되었고, 피츠제럴드는 그 네 지구를 동서남북 지구라고 이름을 붙이고는 교차로는 자신의 아이들 이름인 로버트, 모리스, 윌리엄이라고 이름을 붙였다. 중심가인 제임스, 에드워드 그리고 제럴드는 그 자신의 이름을 딴 것이다.
이 새 타운은 꾸준하게 성장을 하여 1873년 경에는 우체국, 푸줏간, 양조장, 빵집, 제과점, 호텔이 딸린 가게, 수레바퀴 제작자, 목공소, 대장장이 등이 있는 수준으로 발전했다. 조용한 링컨은 1875년 철도의 건설, 1886년 리틀 리버 선의 개통으로 변화를 하게 되었다.
1875년 4월 26일에는 혼비에 있는 주요 남선 교차로에서 링컨까지 오는 지선이 개통되었다. 이 노선은 사우스브릿지 브랜치가 되었다. 몇 년이 지나자 링컨 자체가 링컨의 사우스브릿지 지선에서 갈라진 리틀 리버 지선이 있는 교통의 교차 지점이 되었다. 이 지선은 1882년 버들링 플랫에서 개통되었고, 리틀 리버 지선 그 자체는 1886년 3월 11일 개통되었다.
1962년 7월 30일, 링컨은 리틀 리버 지선과 링컨-사우스브릿지 지선이 모두 폐쇄되었을 때 종점이 되었다. 이 철도도 1967년 12월 1일에 폐쇄되었다. 오늘 날에는 리틀 리버 철도 트레일이 옛 철도길을 따라서 운행되고 있다. 프레블튼에서 링컨까지 가는 길은 2006년 11월 30일에 개통되었다. 현재 이 철도 여가용으로 사용된다.

## 교육
- 링컨 대학교
- 링컨 고등학교